# Ludwig Chronegk

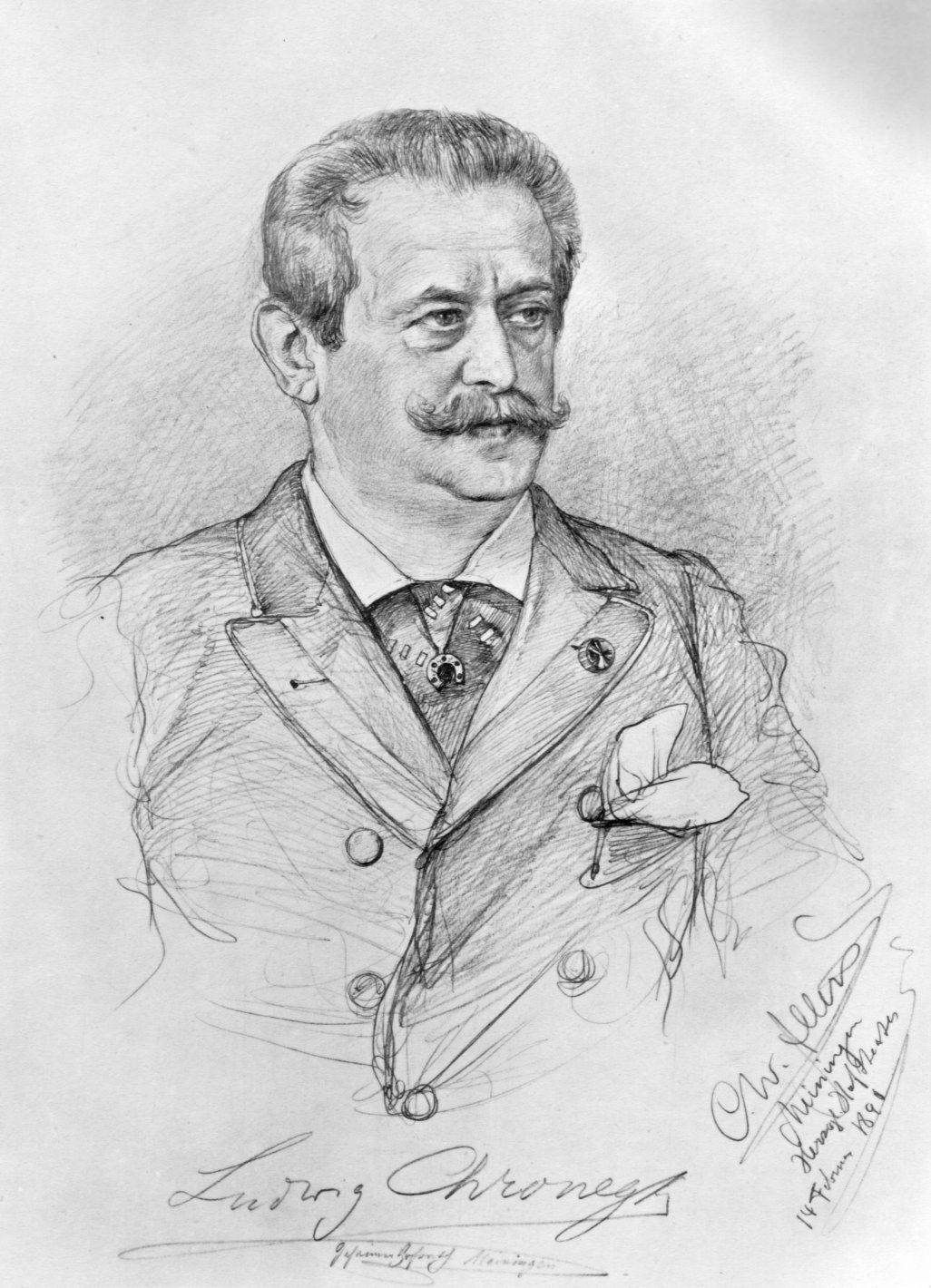
Ludwig Chronegk, tecknad 1890 av C.W.Allers.

Ludwig Chronegk, född 3 november 1837 i Brandenburg an der Havel och död 8 juli 1891 i Meiningen, var en tysk skådespelare, regissör och teaterledare.
Chronegk debuterade 1856 i Berlin, och var därefter anställd i Hamburg, Breslau, Leipzig och Budapest, från 1866 vid hovteatern i Sachsen-Meiningen, där han 1874 blev intendent. Chronegk fullföljde hertig Georg II:s intentioner, skapade Meiningarnas berömda ensemble och ledde deras triumftåg till Europas huvudstäder, bland annat till Stockholm 1889.
Det var också som det klassiska skådespelets och särskilt masscenernas regissör i dekorativt realistisk stil han kom att utöva inflytande långt utanför Tysklands gränser, långt in på 1900-talet.